# كلارا بينغهام
كلارا بينغهام (بالإنجليزية: Clara Bingham)‏ هي صحفية أمريكية، ولدت في 1963 في لويفيل في الولايات المتحدة.

## وصلات خارجية
- كلارا بينغهام على موقع IMDb (الإنجليزية)
- كلارا بينغهام على موقع قاعدة بيانات الفيلم (الإنجليزية)